# Доменіко Мерліні
Домені́ко Мерлі́ні (італ. Domenico Merlini; 22 лютого 1730 — 20 лютого 1797) — італійський архітектор. Представник пізнього класицизму і ампіру. Народився у Вальсольді, Північна Італія. Мешкав і працював у Речі Посполитій (1750—1797). Нобілітований (1768). Королівський архітектор (з 1773). Збудував палац Лазенки, Мисливський палац в Лазенках, Церква святого Карло Борромео в Повонзках, Міську браму Любліна. Помер у Варшаві, Польща.

## Імена
- Домені́ко Мерлі́ні (пол. Domenico Merlini) — італійське ім'я[1].
- Домені́к Мерлі́ні (пол. Dominik Merlini) — імя в польських джерелах.

## Біографія

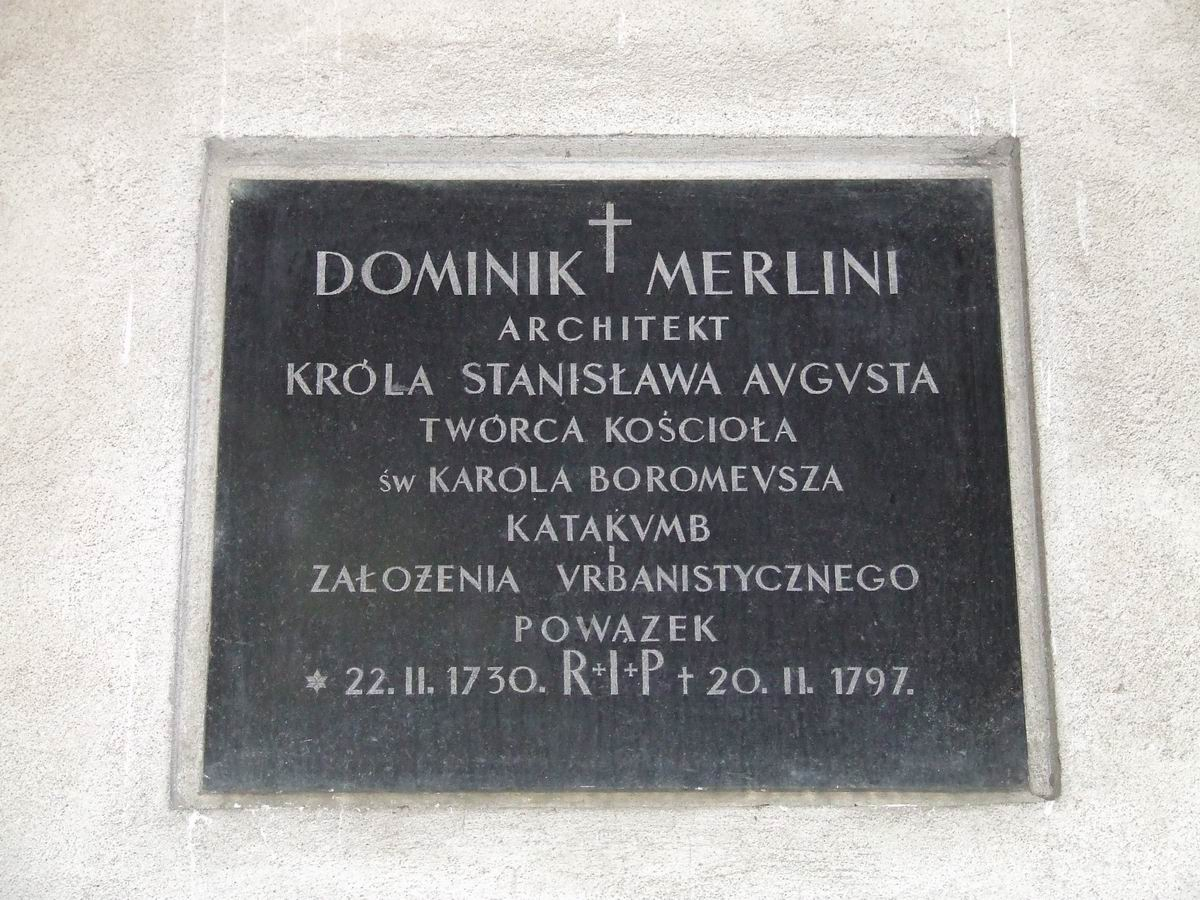
Надгробок Д. Мерліні, «Повонзки»

Народився 22 лютого 1730 року в італійській Вальсольді. З 1750 по 1797 рр. жив і працював у Польщі.
Вислужив дворянство у 1768 р. З 1773 року — королівський архітектор. За його проєктами робили як реконструкції вже існуючих споруд (палац Генріха Брюля, Уяздовський замок, палац Красінських), так і будували нові в польських провінційних містах. Ранішні твори мають присмак стилю бароко, що не погіршило художніх образів споруд. Пізніше дотримувався стилістики класицизму, що походила від творчого надбання Палладіо. Низка проєктів Мерліні з колекції Станіслава Августа зберігається в Петербурзькій академії мистецтв.
Помер у Варшаві 1797 року. Могила збережена.

## Перелік головних споруд
- Палац Лазенки
- Мисливський палац в Лазенках (для короля Станіслава ІІ Августа у 1775—1779 рр.)
- Церква святого Карло Борромео в Повонзках
- Міська брама в місті Люблін
- Реконструкція Уяздовського замку (1768—1771 рр.)
- Перебудова бібліотеки в Королівському замку в Варшаві (1776—1786 рр.)
- Палац в Ополі Любельськім
- Палац в містечку Яблонна
- Палац Кароля Томатіса у варшавській місцевості Мокотув, дільниці Крулікарня (1782—1786 рр.). Він є будівлею центричного типу, неодноразово використаного при будівництві варшавських культових і світських класицистичних споруд Тильманом Гамерським. Схема вперше застосована Палладієм у його Віллі Ротонді під Венецією.[3]
- Реконструкція палацу Красінських у Варшаві (1783 р.)
- Реконструкція палацу графа Г. Брюля
- Будівля коронного трибуналу у Любліні (реконструкція старої ратуші, проєкт 1781–1787 рр.[4][5])
- Греко-католицька церква у Варшаві.

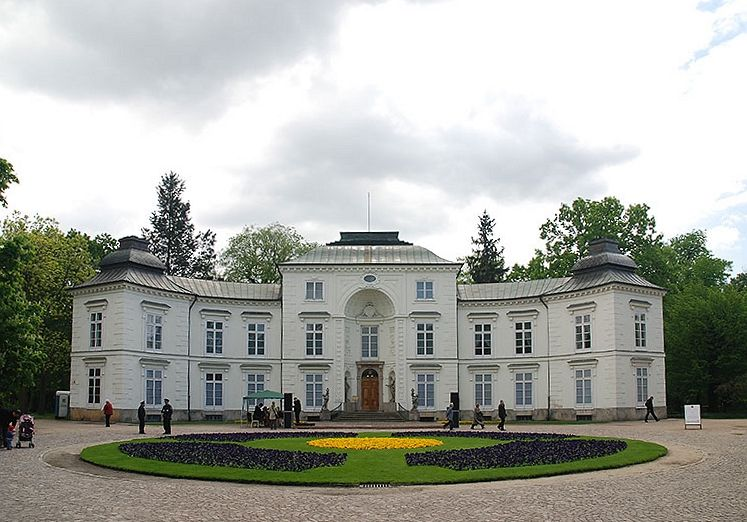
Мисливський палац в Лазенках
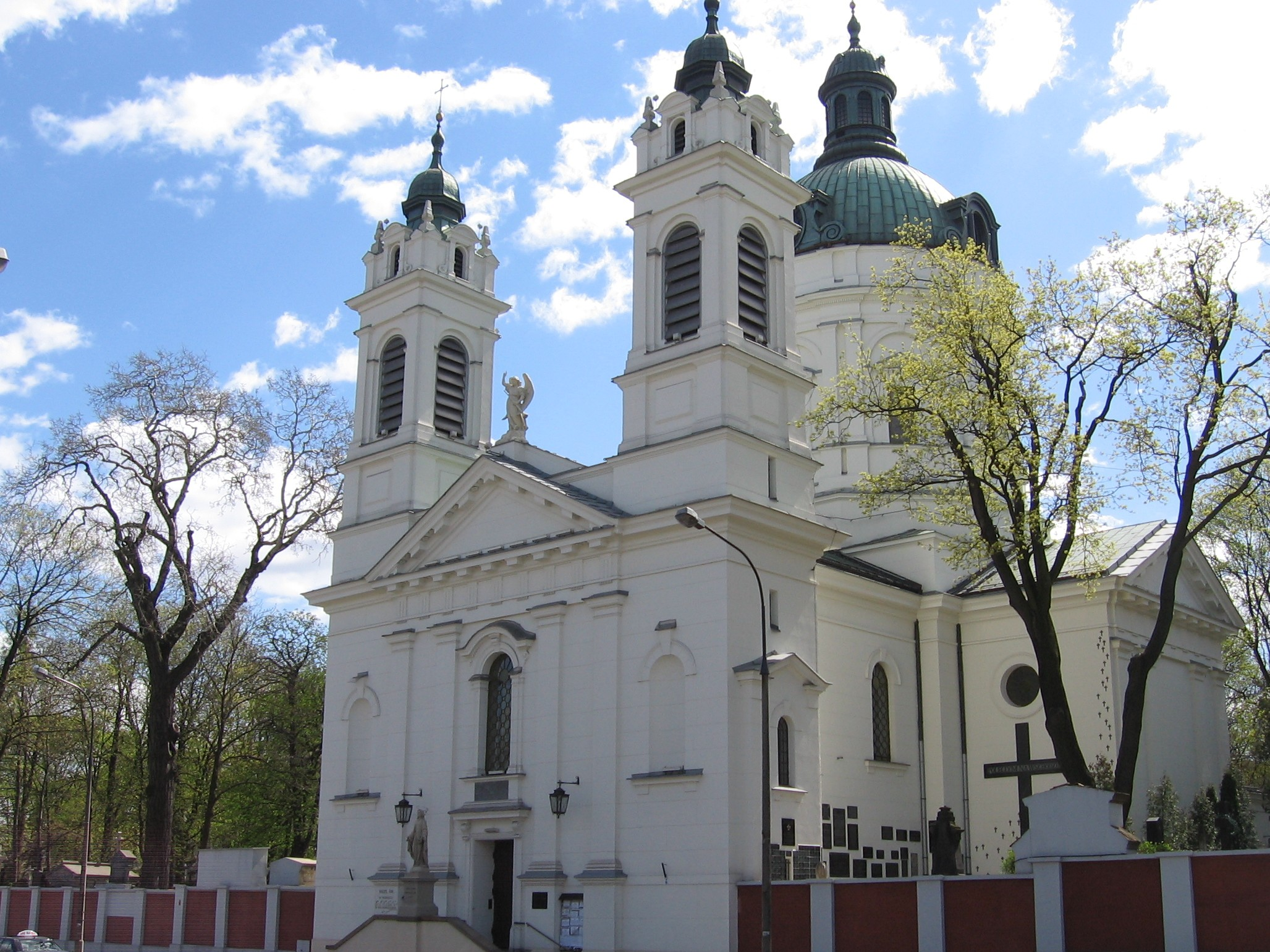
Цервка святого Карло Борромео
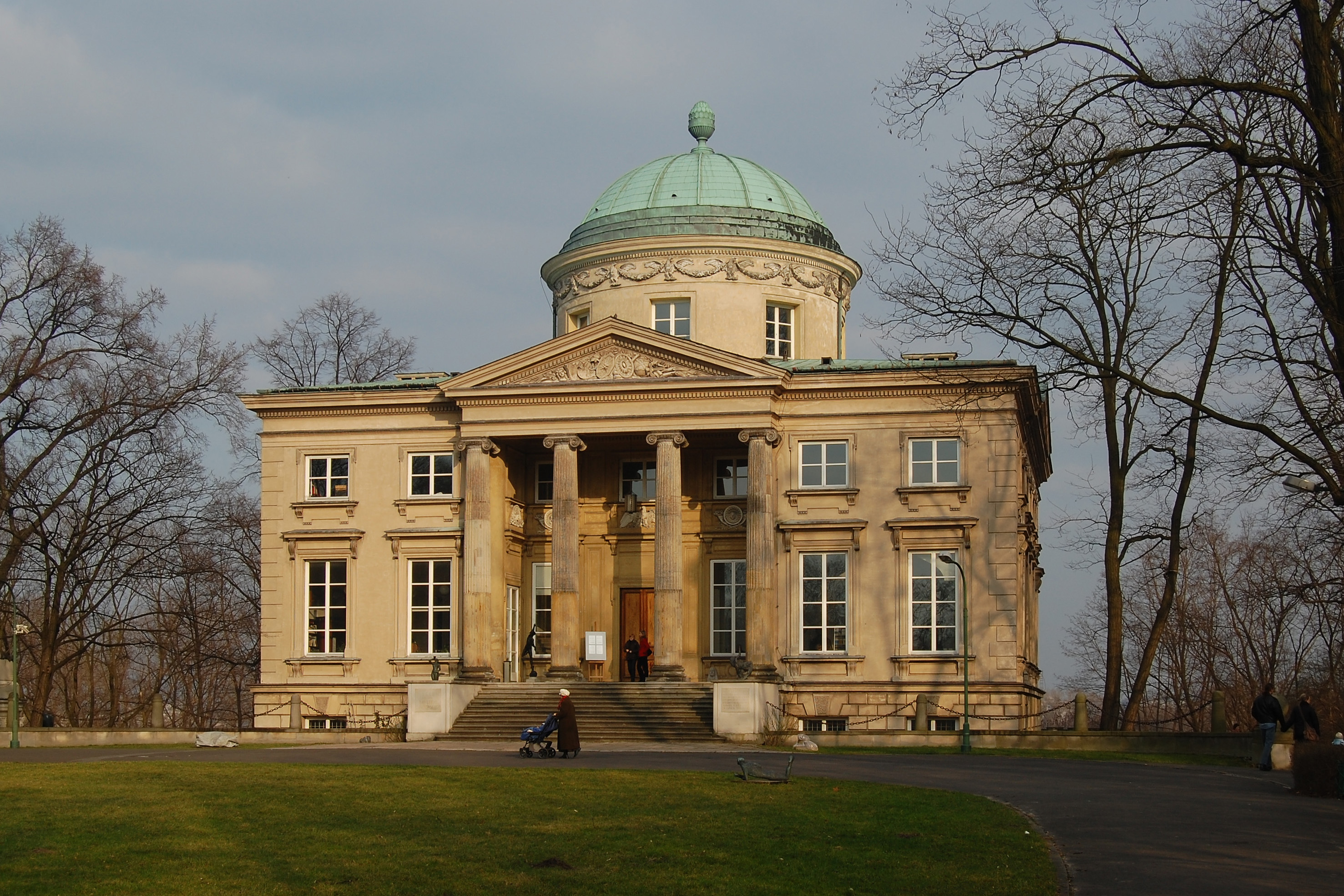
Палац Кролікарня, Варшава
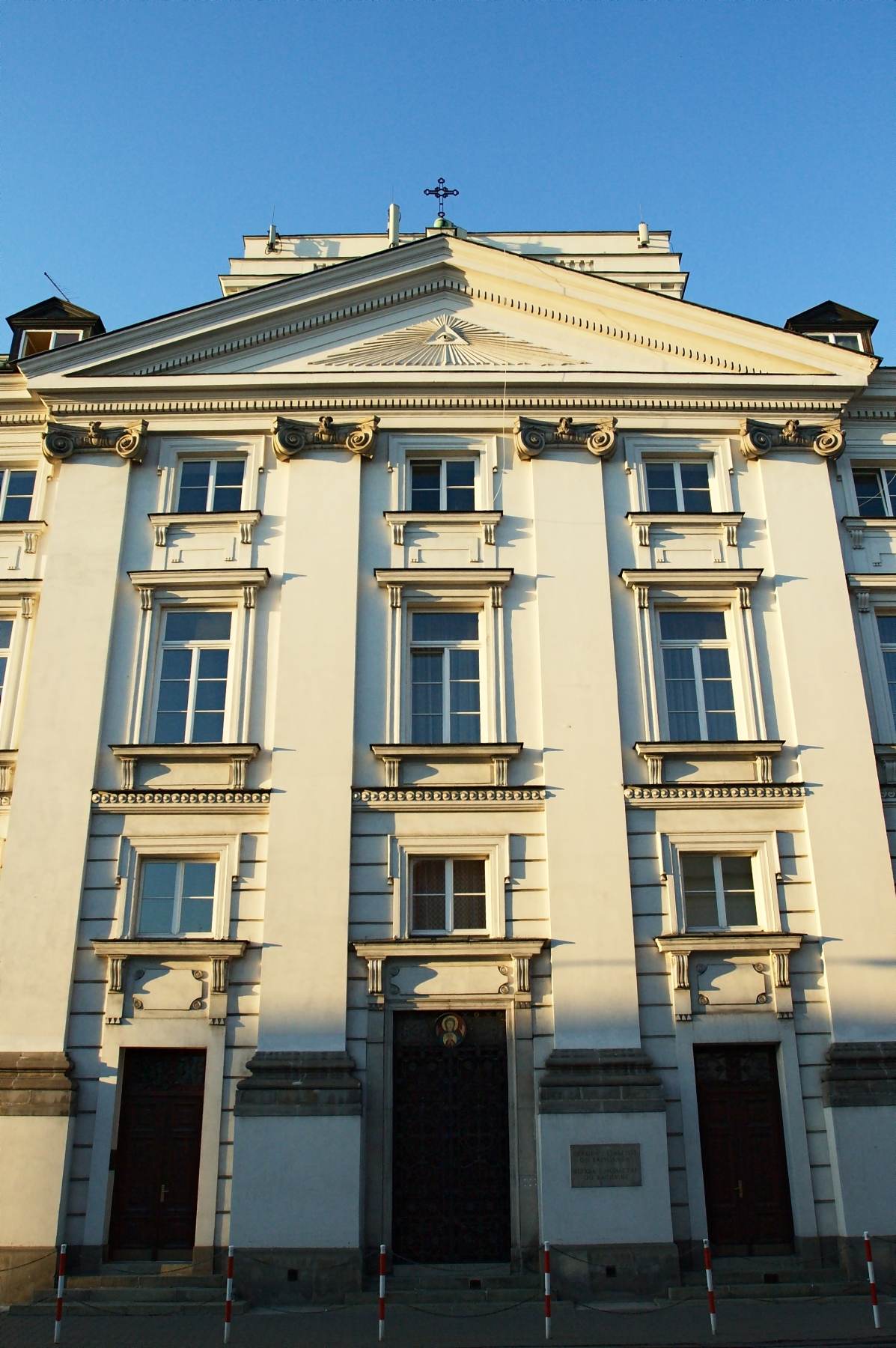
Греко-католицька церква і монастир отців василіян, Варшава
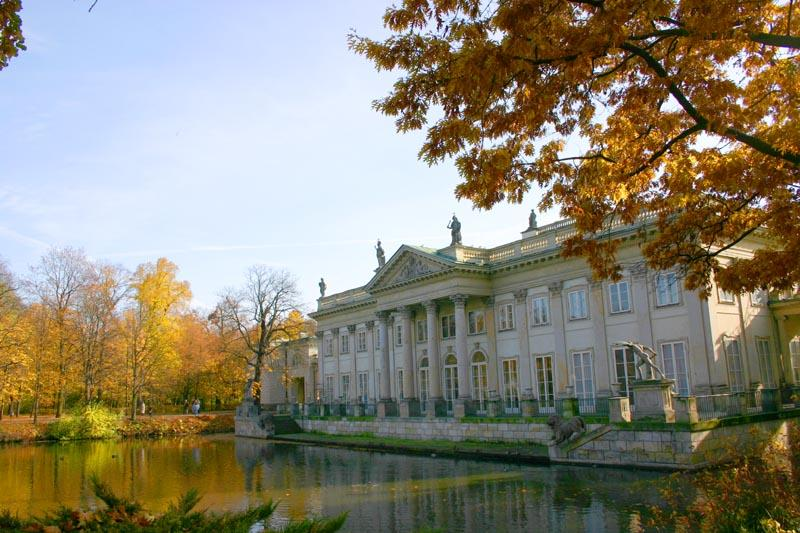
Палац Лазенки

### На теренах України

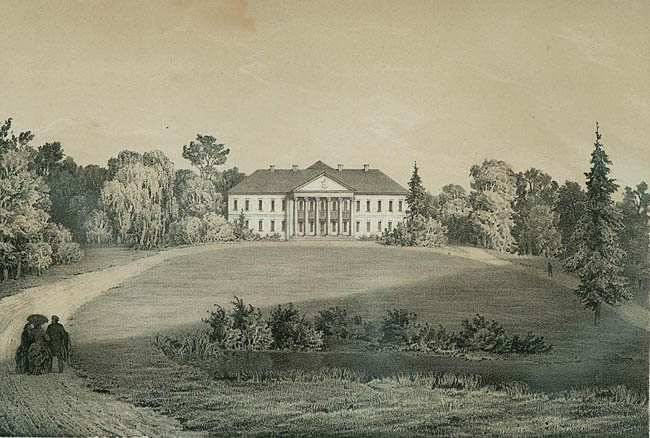
Наполеон Орда. 1875 р.

- Проєкт маєтку Стецьких у Великих Межирічах (тепер спецшкола-інтернат).
- Палац князів Любомирських (Дубно) — був збудований на залишках давньої споруди у другій половині XVIII ст. князем Михайлом Любомирським, який перепланував старий замок, розмістивши в палаці князів Острозьких службові приміщення і архіви, а навпроти нього побудував палац сучасного типу. Автором проєкту є італійський зодчий і архітектор Доменіко Мерліні.[6]
- Ймовірно, палац в смт. Вороновиця для М. Грохольського (тепер Вінницька обл.). Нині в палаці міститься Вороновицький музей історії авіації та космонавтики України.
- Ймовірно, маєток поміщиків Орловських (Маліївці) — родинна легенда Орловських приписує авторство проєкту популярному архітектору Доменіко Мерліні.[7]

### Монографії
- Ciampi, S. Notizie di medici, maestri di musica e cantori, pittori, architetti… italiani in Polonia e polacchi in Italia. Lucca, 1830, pp. 90 s.
- Ciampi, S. , Viaggio in Polonia… nella state del 1830, Firenze 1831, pp. 56, 60, 190.
- Dmochowski, Z. The architecture of Poland. London, 1956.
- Łoza, S. Architekci i budowniczowie w Polsce. Warszawa, 1954.
- Polonia: arte e cultura dal Medioevo all’illuminismo. Firenze, 1975, p. 3-7, 9-16, 119-121, 138 s, 154 s., 158-162, 166 s., 172-175.
- Sobieszczański, F. M. Wiadomości historyczne o sztukach pięknych w dawnej Polsce. Warszawa, 1848, T. II, p. 216 f.
- Tatarkiewicz, W. Dominik Merlini. Warszawa, 1955.
- Tatarkiewicz, W. Łazienki Warszawskie. Warszawa, 1957.
- Topocronologia dell’architettura europea: luoghi autori opere dal XV al XX secolo. Bologna, 1999, p. 499.
- Złota księga szlachty polskiej. Poznań, 1890,  r. XII, s. 157.

### Статті
- Kozakiewicz, S. Valsolda i architekci z niej pochodzący w Polsce // Biuletyn Historji Sztuki, 1947, № 9, pp. 306-321.
- Morelowski M., Przemiany formy lubelskiego ratusza w świetle ineditów architektonicznych Dominika Merlini z r. 1781, // Roczniki Humanistyczne. Lublin, 1949.
- Tatarkiewicz, W. Domenico Merlini // Quaderni dell’Istituto di storia dell’architettura, 1969, № 16, 91-96, pp. 67-151
- Tatarkiewicz, W. Wiadomosci o życiu i prachach Dominika Merliniego // Rocznik Historji Sztuki, 1956, № 1, pp. 369-423.

### Довідники
- Doti, G. Domenico Merlini [Архівовано 23 жовтня 2020 у Wayback Machine.] // Dizionario biografico degli italiani. Istituto dell'Enciclopedia Italiana. 2009, V. 73.
- Neoclassico // Enciclopedia universale dell’arte, IX, col. 864.
- Tatarkiewicz, W. Merlini Dominik // Polski Słownik Biograficzny. Wrocław–Warszawa–Kraków–Gdańsk, 1935, t. 20.